# Ludwig Theuvsen
Ludwig Theuvsen (* 19. Dezember 1963 in Issum, Kreis Geldern) ist ein deutscher Agrarökonom und Politiker (CDU). Von Februar 2020 bis November 2022 war er Staatssekretär im Niedersächsischen Ministerium für Ernährung, Landwirtschaft und Verbraucherschutz.

## Leben und Beruf
Nach dem Abitur am Friedrich-Spee-Gymnasium in Geldern 1983 studierte Theuvsen Betriebswirtschaftslehre an der RWTH Aachen. 1989 wechselte er als wissenschaftlicher Mitarbeiter an die Universität zu Köln, wo er 1993 promoviert wurde. 1994 wurde er als Akademischer Rat verbeamtet und habilitierte sich in Köln.
2001/02 erhielt Theuvsen an der Brandenburgischen Technischen Universität Cottbus eine Gastprofessur für Organisation und Personalmanagement. Von 2002 bis April 2018 war er Professor am Department für Agrarökonomie und Rurale Entwicklung der Georg-August-Universität Göttingen. Seit Mai 2018 war er Abteilungsleiter im Niedersächsischen Ministerium für Ernährung, Landwirtschaft und Verbraucherschutz. Von Februar 2020 bis November 2022 war er Staatssekretär dieses Ministeriums.
Theuvsen ist verheiratet und katholisch.

## Politik
Seit dem 7. Mai 2013 ist Theuvsen Vorsitzender des CDU-Stadtverbandes Göttingen. Ende 2014 rückte er für Fritz Güntzler in den Stadtrat von Göttingen nach.
Bei den Kommunalwahlen in Niedersachsen 2016 kandidierte Theuvsen für das Amt des Landrats im mit dem Landkreis Osterode am Harz fusionierten Landkreis Göttingen. Er musste sich einer Stichwahl am 25. September 2016 stellen und unterlag mit 43,48 % seinem Kontrahenten Bernhard Reuter. Im Alt-Kreis Osterode konnte er jedoch überraschend die Mehrheit der Stimmen auf sich vereinigen. Theuvsen wurde als Mitglied im Rat der Stadt Göttingen wiedergewählt.
Bei der Landtagswahl in Niedersachsen 2017 kandidierte Theuvsen im Landtagswahlkreis Göttingen-Stadt für die CDU gegen die SPD-Wahlkreisabgeordnete Gabriele Andretta. Gegen Andretta verlor Theuvsen mit 38,9 % zu 25,5 % der Erststimmen. Als er im Jahre 2021 für Kai Seefried in den Landtag hätte nachrücken können, verzichtete er zugunsten von Tatjana Maier-Keil.
Ab dem 19. Februar 2020 war Theuvsen Staatssekretär im Niedersächsischen Ministerium für Ernährung, Landwirtschaft und Verbraucherschutz. Im Zuge des Amtsantritts des Kabinetts Weil III schied er am 8. November 2022 aus diesem Amt aus.
Bei der Landtagswahl 2022 trat Theuvsen im Wahlkreis Göttingen/Münden an, unterlag jedoch mit 29,0 % der Erststimmen gegen den SPD-Kandidaten Gerd Hujahn (41,3 %). Er ist seither als Referent der CDU-Landtagsfraktion für Landwirtschaft, Ernährung und Verbraucherschutz tätig.

## Veröffentlichungen (Auswahl)
- Zazie von Davier, Ludwig Theuvsen (Hrsg.): Landwirtschaftliches Personalmanagement. Mitarbeiter gewinnen, führen und motivieren. Frankfurt am Main 2010.
- Wilhelm Claupein, Ludwig Theuvsen, Anita Kämpf, Marlies Morgenstern (Hrsg.): Precision Agriculture Reloaded - Informationsgestützte Landwirtschaft. Bonn 2010.
- Franz Eisenführ, Ludwig Theuvsen: Einführung in die Betriebswirtschaftslehre. Stuttgart 2004.